# Bugok-dong, Ansan
Bugok-dong (koreanska: 부곡동) är en stadsdel i staden Ansan i provinsen Gyeonggi i den nordvästra delen av Sydkorea,  28 km söder om huvudstaden Seoul. Den ligger i stadsdistriktet Sangnok-gu.